# Friedrich Zehm
Friedrich Zehm (* 22. Januar 1923 in Neusalz/Oder; † 4. Dezember 2007 in Wiesbaden) war ein deutscher Komponist.

## Leben
Friedrich Zehm, geboren am 22. Januar 1923 in Neusalz/Oder in Niederschlesien, erhielt in Stettin als 8-Jähriger ersten Klavierunterricht bei dem Komponisten Hansmaria Dombrowski. Das 1941 begonnene Studium am Mozarteum in Salzburg bei Walther Lampe (Klavier) und Friedrich Frischenschlager (Theorie) setzte er nach dem Krieg bei Harald Genzmer (Komposition) und Edith Picht-Axenfeld (Klavier) an der Musikhochschule Freiburg fort. Von 1952 bis 1956 war er als Privatmusiklehrer, Pianist und Komponist tätig, von 1956 bis 1963 als Musikreferent im Amerika-Haus in Freiburg und von 1963 bis 1985 als Lektor und Redakteur im Musikverlag B. Schott’s Söhne in Mainz. Er starb am 4. Dezember 2007 in Wiesbaden.

## Werk
Vom Beginn seiner Komponistenlaufbahn ab circa 1950 bis 2007 schrieb Friedrich Zehm rund 200 Werke, in deren Mittelpunkt die Kammermusik steht. Daneben bildet die Vokalmusik einen weiteren Schwerpunkt, speziell das Lied bzw. der Liederzyklus. Außerdem umfasst das Werkverzeichnis Orchesterkompositionen, zahlreiche Konzerte, Klavier-, Orgel- und Cembalomusik, eine kleinere Anzahl von Bühnen-, Hörspiel- und Filmmusiken, Unterrichtsliteratur sowie Schulorchesterwerke bzw. Kompositionen für Amateurorchester. Unter Pseudonym erschienen Bearbeitungen und internationale, für verschiedene Besetzungen arrangierte Folklore.
Als Schüler von Harald Genzmer und in der Nachfolge von Paul Hindemith, Béla Bartók und Igor Strawinsky komponierte Zehm in einer erweiterten Tonalität. Seine Musik schließt avantgardistische Elemente nicht aus, verbindet diese aber immer wieder mit traditionellen Gestaltungsmitteln. Zu wiederkehrenden Kompositionsmerkmalen gehören u. a. eine formal klare und konzise Gestaltung unter Verwendung von traditionellen Formen (Fuge, Rondo u. a.), eine eingängige, prägnante und rhythmisch profilierte Thematik, eine tänzerische und vitale Rhythmik. Seine Kompositionen zeichneten sich durch eine hohe Präsenz auf der Bühne und im Hörfunk aus.

## Ausgewählte Werke
- Allegro concertante für großes Orchester (1959)
- Lyrische Kantate nach Worten von Julius Bissier für Bariton und Orchester (1964/65)
- Deutsche Messe mit Einheitsliedern für gemischten Chor, sechs Blechbläser und Gemeindegesang (1965)
- Capriccio für Schlagzeug und Kammerorchester (1968)
- Schwierigkeiten & Unfälle mit 1 Choral für einen Dirigenten und zehn Bläser (1974)
- Rhapsodische Sonate für Violine und Klavier (1982)
- Divertimento armonico für Akkordeonorchester (1985)
- Musica notturna für Gitarre
- Sechs Praeludien und Fugen für Gitarre
- Klavierbuch für die Jugend (1988)
- Inventionen für Klavier (2007)